# Sierra de Pela y laguna de Somolinos
El monumento natural Sierra de Pela y laguna de Somolinos es un paraje natural protegido al pie de la sierra de Pela e incluida en el Lugar de importancia comunitaria Sierra de Pela, en la provincia de Guadalajara (España). Se encuentra el  en los términos municipales de Somolinos, 617,96 ha y Campisábalos con 171,90, en torno a la laguna de Somolinos, una laguna cárstica de montaña situada en las proximidades del nacimiento del río Bornova, que tiene su origen en el represamiento natural de este río por un dique de traventinos.

## Localización
La laguna de Somolinos se sitúa al pie de la sierra de Pela, incluyéndose en el sector central del macizo. Esta sierra es una de las que constituyen el nexo de unión entre el Sistema Central y el Sistema Ibérico, y está conformada por un páramo que se eleva hasta sobrepasar los 1.500 metros de altitud sobre litologías básicas, predominantemente cretácicas al oeste de la falla de Somolinos y Jurásicas al este de esta falla.

### Características paisajísticas
Presenta una estructura paisajística caracterizada por pastos de montaña y matorral de erináceas de panorámica abierta y monocromática, sobre todo en época invernal y estival, roto en primavera por el colorido violeta-azulado del cojín de monja, (Erinacea anthyllis) o amarillento en el caso de la aliaga, (Genista scorpius), con una cuenca visual muy amplia desde larga distancia. Cambia sustancialmente a corta distancia, al integrarse en la panorámica los abruptos cortados de la meseta de Somolinos y de las hoces del Arroyo del Portillo y del Barranco del Águila y en la zona sur del espacio protegido, los barrancos de las Peñas del Sombrero, produciendo un efecto de ruptura de la estructura monótona y monocromática.
La Laguna de Somolinos supone un enclave de gran variedad cromática y alto valor paisajístico, en el entorno de mayor aridez que presentan las laderas que cierran el valle donde se asienta.

## Flora y vegetación
Corológicamente, el territorio se encuadra dentro del sector Celtibérico-Alcarreño, incluido en la provincia Castellano-Maestrazgo-Manchega. con unas condiciones climáticas bastante homogéneas, dominando el clima supramediterráneo.

### Entorno de la laguna
La vegetación acuática está formada por formaciones compactas de Chara hispida subsp. major que tapiza el fondo y las paredes de la cubeta, y las singulares Sparganium emersum y Zannichellia contorta, de las que se conocen pocas localizaciones en Castilla-La Mancha y están incluidas en el Catálogo Regional de Especies Amenazadas como Vulnerable. Otras especies de flora acuática presentes son: Chara vulgaris, Lena minor y Ranunculus peltatus.
La vegetación marginal está integrada, por bandas de Scirpus lacustris subsp. tabernaemontani, Phragmites australis, Thypa latifolia (asociación corológica Thypo-Scirpetum tabernaemontani: carrizales y cañaverales-espadañales de suelos encharcados) y de Cladium mariscus, catalogada de interés especial e incluidas en la Directiva 92/43/CEE, más conocida como Directiva Hábitat, como hábitat prioritario (Marjales calcáreos). Más alejadas de la laguna, nos encontramos con las macollas de cárices, caracterizadas por las especies Carex riparia, Carex elata, etc. asimismo protegidas por la Directiva anterior.
Hacia las zonas menos inundadas se encuentran praderas dominadas por el junquillo de laguna, Eleocharis palustris, que entran en contacto, hacia el exterior de la laguna con las praderas de juncales de Juncus inflexus, en la zona norte de la laguna aparecen prados de siega basófilos y en las márgenes de los arroyos crecen las saucedas de Salix alba, Salix elaeagnos y Salix atrocinerea que en las zonas más nitrófilas están rodeadas por zarzales (Rubus sp.).

### Sierra de Pela y estribaciones
En la zona de cumbres y paramera de la Sierra de Pela, la vegetación dominante está formada por un erizal (Saturejo gracilis-Erinaceetum anthyllidis) sobre litosuelos de dolomías y por cambronales (Lino apressi-Genistetum rigidissimae) sobre margas. Estas formaciones de caméfitos pulvinulares, aparecen en buen estado de conservación y con especies de gran interés como: Thymus mastigophorus, Arenaria erinacea, Linum apresum, Potentilla velutina, Arenaria tetraquetra y Fumaria procumbens entre otras.
Las laderas al sur de la sierra están cubiertas por los mismos matorralers del páramo, ganando presencia el aliagar (Lino suffruticosi-Salvietum lavandulifoliae), conservándose enclaves de encinar y quejigar.
La vegetación en los roquedos incorpora comunidades de óptimo de la provincia corológica Castellano-Duriense, de presencia única en Castilla-La Mancha. Así, la comunidad de farallones dolomíticos (Anthirrhino granitici-Rhamnetum pumili), que incorpora Asplenium celtibericum, así como Rhamnus alpina y Ribes alpinum, en la comunidad de repisas umbrosas (Sileno boryi-Saxifragetum cuneatae) incluye la especie endémica Saxifraga cuneata, asimismo aparecen pies sueltos de tejo (Taxus baccata) en algunos de los barrancos. En el extremo suroccidental existe una pequeña representación de pinar natural de pino silvestre (Galio idubedae-Pinetum sylvestris) con enebral.

## Fauna
Los ambientes diferenciados del Monumento Natural, lagunares, baldíos pedregosos, pinares, roquedos y cortados calizos y el estrecho bosque de ribera asociado al río, presenta una abundante fauna.
El mayor interés de la zona lo presentan las aves rapaces, tanto las nidificantes como las que lo usan como lugar de alimentación, los mamíferos y la comunidad de anfibios y reptiles, muy completa.

### Aves
La avifauna acuática asociada a la laguna de Somolinos, es bastante simple, se registran como nidificantes al zampullín chico, polla de agua, ánade real y focha y como invernantes, garza real y avefría.
Dentro del grupo de las aves no acuáticas, destacan las rapaces, con una colonia de nidificación de buitre leonado. Otras rapaces amenazadas que crían en los alrededores, utilizan la zona como cazadero habitual, es el caso del águila real, milano real, alimoche, águila culebrera, alcotán, halcón peregrino y búho real. Otras especies reproductoras de interés son: chova piquirroja, ganga ortega, tórtola europea, chotacabras gris, roquero rojo y aguilucho cenizo.

### Anfibios y reptiles
Resulta de gran interés las poblaciones de estos dos órdenes de animales. Respecto a los anfibios, destacan, la salamandra común, el tritón jaspeado, el sapo partero y la ranita de San Antonio. En cuanto a los reptiles, destaca la presencia de galápago europeo, eslizón tridáctilo, culebrilla ciega, víbora hocicuda, lagarto verdinegro y lución, estas tres últimas especies de interés biogeográfico.

### Mamíferos
En el grupo de los mamíferos destaca la presencia en la zona de la nutria europea, el tejón, gato montés, garduña, comadreja, topo ibérico y la rata de agua. Asimismo la comunidad de quirópteros que utiliza este territorio como zona de alimentación, con especies de interés como el murciélago grande de herradura, murciélago pequeño de herradura, murciélago orejudo dorado o murciélago de cueva, entre otras.

### Ictiofauna
Destaca las poblaciones de bermejuela y de trucha común, introducida en el río Manadero y Laguna de Somolinos.